# Pastor

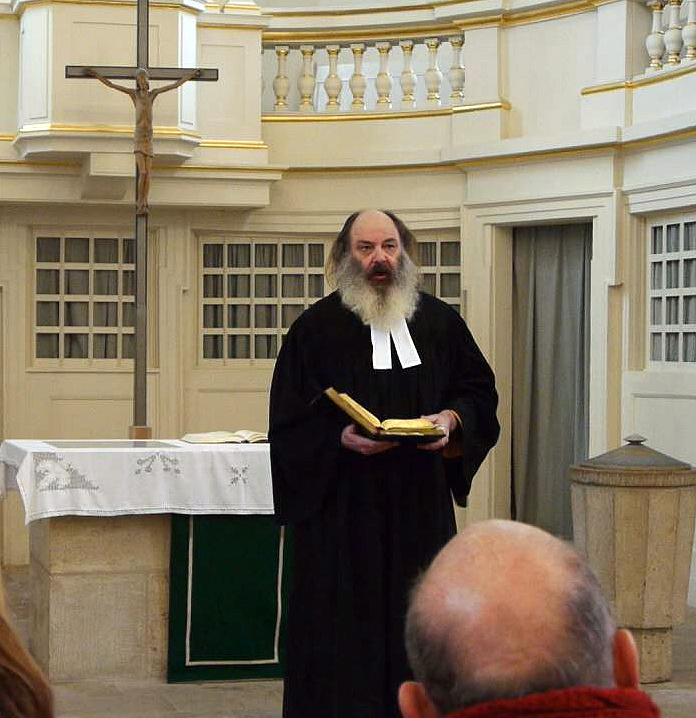
Německý pastor Lothar Koenig

Pastor je označení duchovních v některých protestantských církvích; někdy se užívá i jako obecné označení protestantských duchovních. Používá se hlavně v anglicky mluvících zemích. Zaznívá v něm důraz na pastoraci čili pastýřské vedení členů církve.

## Historie
V českých zemích se označení „pastor“ používalo pro evangelické duchovní v době toleranční. Proto byl ve 2. polovině 19. století v evangelické církvi opuštěn jako symbol nerovnoprávnosti. Udržel se pouze ve sborech na Těšínsku a je dodnes oficiálním označením ordinovaných služebníků Slezské církve evangelické a. v. Kromě toho je zpravidla užívají členové církví letničního typu, například v Apoštolské církvi nebo v Křesťanských společenstvích. Církve reformovaného typu, např. Církev bratrská, zpravidla užívají označení kazatel. V Českobratrské církvi evangelické a Církvi československé husitské je užíváno označení farář, farářka.
V oslovení pastora se neužívá „pane“, ale „bratře“. V oslovení faráře či farářky a kazatele či kazatelky se užívá „bratře“ či „sestro“ – „bratře faráři“, „sestro farářko“, „bratře kazateli“, „sestro kazatelko“. Oslovování souvisí s protestantskou teologií, která mluví o všeobecném kněžství. Pastoři, faráři, farářky, případně kazatelé a kazatelky některých církví jsou sice „vysíláni do služby“, „ordinováni“ a „instalováni“, ale nejsou svěceni a nejsou považováni za pokračovatele starozákonního kněžstva.
Po roce 1990 se oslovení „pastor“ začíná v ČR užívat častěji. Souvisí to s příchodem anglo-amerického vlivu. V některých protestantských církvích, zejména v Církvi bratrské, oslovení „pastore“ proniká mezi mladé duchovní. V novém oslovení je patrný rozměr horizontální, tj. rozměr práce s lidmi a mezi lidmi, přičemž podtrhuje schopnost „pečovat, doprovázet, radit a mít účast“. Původní označení „farář“ odkazuje na farnost s farou a označení „kazatel“ podtrhuje schopnost kázat.